# Ivar Afzelius
Johan Fredrik Ivar Afzelius (født 15. oktober 1848 i Uppsala, død 31. oktober 1921 i Stockholm) var en svensk retslærd, søn af Fredrik Georg Afzelius og dattersøn af Johan Gabriel Richert.
Afzelius blev student 1867, cand. jur. 1873, 1877 docent og Dr. jur., 1879 ekstraordinær professor ved Uppsala Universitet, 1886 revisionssekretær, 1887 medlem af "Nya lagberedningen" og "Förstärkta lagberedningen", 1891 højesteretsassessor, 1902-1909 formand for "Lagberedningen", i hvilken betydningsfulde stilling Afzelius som lovforfatter på en måde har fortsat sin morfars
gerning, 1910 præsident for Svea Hofret, 1897-1903 og på ny 1904 medlem af – 1912 formand for – Rigsdagens Førstekammer, hvor der i stærk grad blev lagt beslag på hans fremragende juridiske begavelse og arbejdskraft – Afzelius var blandt andet medlem af de forskellige rigsdagsudvalg under begivenhederne 1905 – 1905 medlem af den permanente voldgiftsdomstol i Haag, 1909 af voldgiftsdomstolen i renbeitesagen.
Afzelus’ forfattervirksomhed har ved sin tankeklarhed og overlegne juridiske bon sens med føje skaffet ham navn som en af Sveriges ypperste retslærde i sin tid. Han har blandt andet skrevet Om cession af fordringar enligt svensk rätt (1877), Om parts ed såsom processuellt institut (1879), Grunddragen af rättegångsförfarandet i tvistemål (1882) foruden afhandlinger og anmeldelser i Naumanns Tidskrift för lagstiftning, Nytt juridiskt Arkiv og Tidsskrift for Retsvidenskab, af hvilket sidste han fra 1888 har været medredaktør. Til 5. nordiske juristmøde – Stockholm 1884 – skrev Afzelius afhandlingen: På hvilka grunder bör en för Danmark, Norge och Sverge gemensam konnossementslagstiftning byggas?. Blandt de mange videnskabelige æresbevisninger, der er faldne i Afzelius’ lod, skal her kun nævnes, at han 1907 blev medlem af Svenska Akademien.